# ティアナのバイユー・アドベンチャー
ティアナのバイユー・アドベンチャー（英: Tiana's Bayou Adventure）は、マジック・キングダムとディズニーランドにオープンした水流ライドアトラクションである。2009年公開のウォルト・ディズニー・アニメーション・スタジオ作品『プリンセスと魔法のキス』を題材にしている。前身のアトラクションは、1946年公開のウォルト・ディズニー・プロダクション作品『南部の唄』を題材にした「スプラッシュ・マウンテン」。

## 開発
2020年6月、マジック・キングダムとディズニーランドにある、1946年公開の『南部の唄』を題材にしたアトラクション「スプラッシュ・マウンテン」が、2009年公開の『プリンセスと魔法のキス』を題材にしたアトラクションに変更されることが発表された。
『南部の唄』は、アフリカ系アメリカ人をステレオタイプに描き、南北戦争後の南部でのプランテーション生活に満足しているように見せている、と批評家たちは考え、公開当時、全米黒人地位向上協会（NAACP）はその題材に抗議した。その物議を醸す側面から、アメリカでは「ほとんど放映も上映もされていない」作品であり、あらためて精査が行われていた。ディズニーは、「ティアナのバイユー・アドベンチャー」の開発は、ジョージ・フロイド抗議運動の際に出回ったオンライン嘆願書よりも前の2019年に始まったと述べた。
『ニューヨーク・タイムズ』は、ディズニーの幹部たちが、『プリンセスと魔法のキス』をテーマにしたアトラクションを開発する前に、少なくとも5年間は『南部の唄』のテーマを削除することを内々に話し合っていたと報じた。このプロジェクトは、イマジニアのシニア・クリエイティブ・プロデューサーであるチャリタ・カーターが指揮を執り、「スプラッシュ・マウンテン」のイマジニアであるトニー・バクスターがクリエイティブ・アドバイザーとして復帰した。
2021年8月、新たなアートワークとアトラクションの詳細が明らかになった。2022年7月、ニューオーリンズで開催されたエッセンス・ミュージック・フェスティバルの期間中、ディズニーはアトラクションの名称を「ティアナのバイユー・アドベンチャー」にすると発表し、両パークでのオープン時期を「2024年後半」に設定した。
2022年9月に開催されたD23 Expoでは、作中で声優を務めたアニカ・ノニ・ローズ（ティアナ）、ブルーノ・カンバス（ナヴィーン）、マイケル＝レオン・ウーリー（ルイス）、ジェニファー・ルイス（ママ・オーディ）が、アトラクション内で同役の声優を続投することが発表された。
2022年12月、新たなアートワークが発表され、マジック・キングダムの「スプラッシュ・マウンテン」が2023年1月23日にクローズすることが発表された。2023年4月、アトラクション内に「数十体」の「まったく新しいオーディオアニマトロニクス」が登場し、ディズニーランドの「スプラッシュ・マウンテン」は2023年5月31日にクローズすると発表された。オーディオアニマトロニクスに加え、ウォルト・ディズニー・アニメーション・スタジオ提供のホタルのアニメーションも登場する。2024年2月、ティアナのオーディオアニマトロニクスのプレビュービデオが公開された。続いて2024年4月には、アトラクション用の他のオーディオアニマトロニクスを紹介するビデオが公開された。
アトラクションの舞台はニューオーリンズで、平坦な街のため、高さは岩塩ドームの上で行われることで説明される。イマジニアたちは、ルイジアナ州にあるエイブリー島の岩塩ドームからインスピレーションを得た。さらに、このアトラクションに登場する新たなキャラクターは、イマジニアのローラ・ウェストがデザインし、作中でルイのアニメーションを担当したエリック・ゴールドバーグが、このキャラクターを登場させるために相談を受けた。
このアトラクションの準備のために、イマジニアリング・チームはルイジアナ州へ何度も調査に出かけ、フレンチ・マーケットやバイユーなどの場所を訪れ、文化施設、シェフ、学者、ミュージシャンに相談し、ニューオーリンズ・マルディグラも体験した。また、イマジニアはニューオーリンズのアーティスト、シャリカ・マーディに、アトラクションのインスピレーションとなる4つの絵画をそれぞれ異なるテーマで制作するよう依頼した。
アトラクションの音楽を担当したのは、グラミー賞を受賞したニューオーリンズのミュージシャン、PJモートンとテレンス・ブランチャード。モートンは オリジナルの楽曲「Special Spice」という曲を書き、ブランチャードはキュー（待ち列）の音楽を担当した。ブランチャードは以前、映画でルイのトランペット演奏を担当した。モートンとブランチャードは、ランディ・ニューマン作曲の映画音楽も使用した。
アトラクションのキュー（待ち列）には、ルイジアナ州のアーティスト、マライカ・フェイバリットによってデザインされた壁画飾られ、アトラクションの外観には、ルイジアナ州の鍛冶職人ダリル・リーブスとカリーナ・ロカが製作した風見鶏が設置された。
2024年5月12日、『アメリカン・アイドル』のディズニー・ナイトで、「ティアナのバイユー・アドベンチャー」が同年6月28日にマジック・キングダムにオープンすることが発表された。
2024年6月3日、アトラクションのオープンに先駆け、ライドに乗った視点からアトラクションを見ることができる映像が公開された。
2024年8月10日、ディズニーの公式ファンクラブ「D23」のイベントにおいて、「ティアナのバイユー・アドベンチャー」が同年11月15日にディズニーランド・リゾートにオープンすることが発表された。

## ストーリー
アトラクションの舞台は、『プリンセスと魔法のキス』の1年後。ティアナは地域社会を支援するため、「ティアナ・フーズ」という従業員所有の食品協同組合を設立し、彼女が購入した岩塩ドームの上に建てている。ゲストが訪れた日はマルディグラの季節で、ティアナはニューオーリンズの人々のために祝賀会を開いていた。彼女は、手違いで祝賀会にバンドがいないことに気づき、ゲストの助けを借りてバイユーへバンドを探す冒険に出かけることになる。

## キャスト
- ティアナ：アニカ・ノニ・ローズ
- ナヴィーン：ブルーノ・カンバス（英語版）
- ママ・オーディ：ジェニファー・ルイス
- ルイス：マイケル＝レオン・ウーリー（英語版）

## 各施設紹介

### マジック・キングダム
| ティアナのバイユー・アドベンチャー Tiana's Bayou Adventure | ティアナのバイユー・アドベンチャー Tiana's Bayou Adventure | ティアナのバイユー・アドベンチャー Tiana's Bayou Adventure | ティアナのバイユー・アドベンチャー Tiana's Bayou Adventure |
| ---------------------------------------------------------- | ---------------------------------------------------------- | ---------------------------------------------------------- | ---------------------------------------------------------- |
| オープン日                                                 | オープン日                                                 | 2024年6月28日                                              | 2024年6月28日                                              |
| スポンサー                                                 | スポンサー                                                 | なし                                                       | なし                                                       |
| 利用制限                                                   |                                                            | 身長102cm以上                                              | 身長102cm以上                                              |
| ライトニング・レーン                                       | ライトニング・レーン                                       |                                                            | 対象外                                                     |
| シングルライダー                                           | シングルライダー                                           |                                                            | 対象外                                                     |

フロンティアランドに2024年6月28日にオープンした。

### ディズニーランド
| ティアナのバイユー・アドベンチャー Tiana's Bayou Adventure | ティアナのバイユー・アドベンチャー Tiana's Bayou Adventure | ティアナのバイユー・アドベンチャー Tiana's Bayou Adventure | ティアナのバイユー・アドベンチャー Tiana's Bayou Adventure |
| ---------------------------------------------------------- | ---------------------------------------------------------- | ---------------------------------------------------------- | ---------------------------------------------------------- |
| オープン日                                                 | オープン日                                                 | 2024年11月15日                                             | 2024年11月15日                                             |
| スポンサー                                                 | スポンサー                                                 | なし                                                       | なし                                                       |
| 利用制限                                                   |                                                            | 身長102cm以上                                              | 身長102cm以上                                              |
| ライトニング・レーン                                       | ライトニング・レーン                                       |                                                            | 対象外                                                     |
| シングルライダー                                           | シングルライダー                                           |                                                            | 対象外                                                     |

クリッターカントリーに2024年11月15日にオープンした。